# Racconti (Gianni Celeste)
Racconti è il sedicesimo album del cantante siciliano Gianni Celeste, cantato in lingua napoletana, pubblicato nel 1994.

## Tracce
1. Me ne iesse in America
2. Me manche napule
3. 'Nu biglietto ind'a cucina
4. 'A gelusia
5. To po scordà
6. Nu cellulare
7. Io te voglio
8. 'E 'nu bbene esagerate
9. Nuie
10. Voglio stà tutt'a notte cu tte